# R136a3
R136a3은 황새치자리에 위치한 거대한 성단인 R136에 존재하는 볼프-레이에 별로 이 별은 알려진 가장 무겁고 밝은 별인 R136a1 근처에 위치하고 있다. R136a3은 태양보다 질량이 약 155배 더 크고 밝기가 363만 배 더 밝은 것으로 알려진 가장 무겁고 가장 밝은 별 중 하나다.
이 별의 공식적인 이름은 RMC 136a3이며 이는 Radcliffe observatory(래드클리프 천문대), Magellanic Clouds(마젤란운), 136a3을 의미한다. RMC 조사는 대마젤란 은하에서 빛나는 물체를 식별했으며 가장 밝은 것 중 하나가 RMC 136이었다. 현재 이는 일반적으로 R136으로 단축되며 타란툴라 성운의 NGC 2070 성단의 핵에 있는 매우 젊은 밀집된 산개성단으로 알려져 있다. R136은 결국 구분되어 중심에서 가장 밝은 "별"은 R136a로 명명되었고 추가로 여러 구성원으로 구분되었으며 그 중 하나가 R136a3이다.
R136a3은 강력한 헬륨과 질소의 방출선이 지배하는 볼프-레이에 분광형을 가지고 있는데 이는 일반적으로 외층을 잃어버린 크게 진화한 별을 의미하지만 R136a3은 실제로는 매우 어린 별로 스펙트럼에는 수소선도 포함되어 있으며 분석에 따르면 별 표층은 아직 40%의 수소를 포함하고있다. 이렇게 어린 별의 대기에 헬륨과 질소가 존재하는 것은 거대한 핵과 강력한 CNO 순환으로 인한 강한 대류에 의한 것으로 회전 혼합에 의해 더욱 강화된다. 스펙트럼의 방출선은 표면의 핵융합 생성물로 인한 강한 질량 손실과 엄청난 광도를 나타낸다.